# Ilpo Väisänen

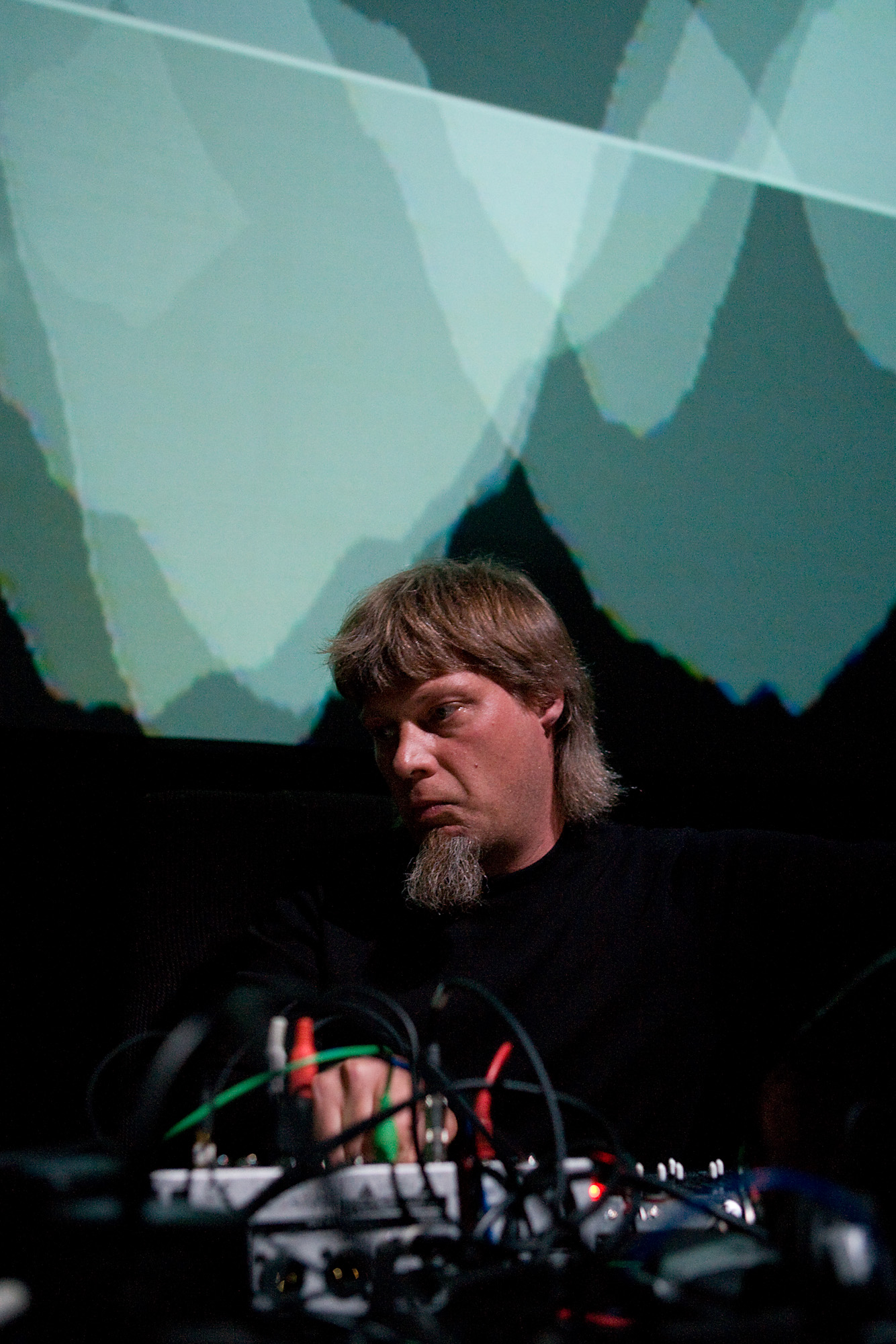
Ilpo Väisänen bei einem Pan-Sonic-Auftritt 2006

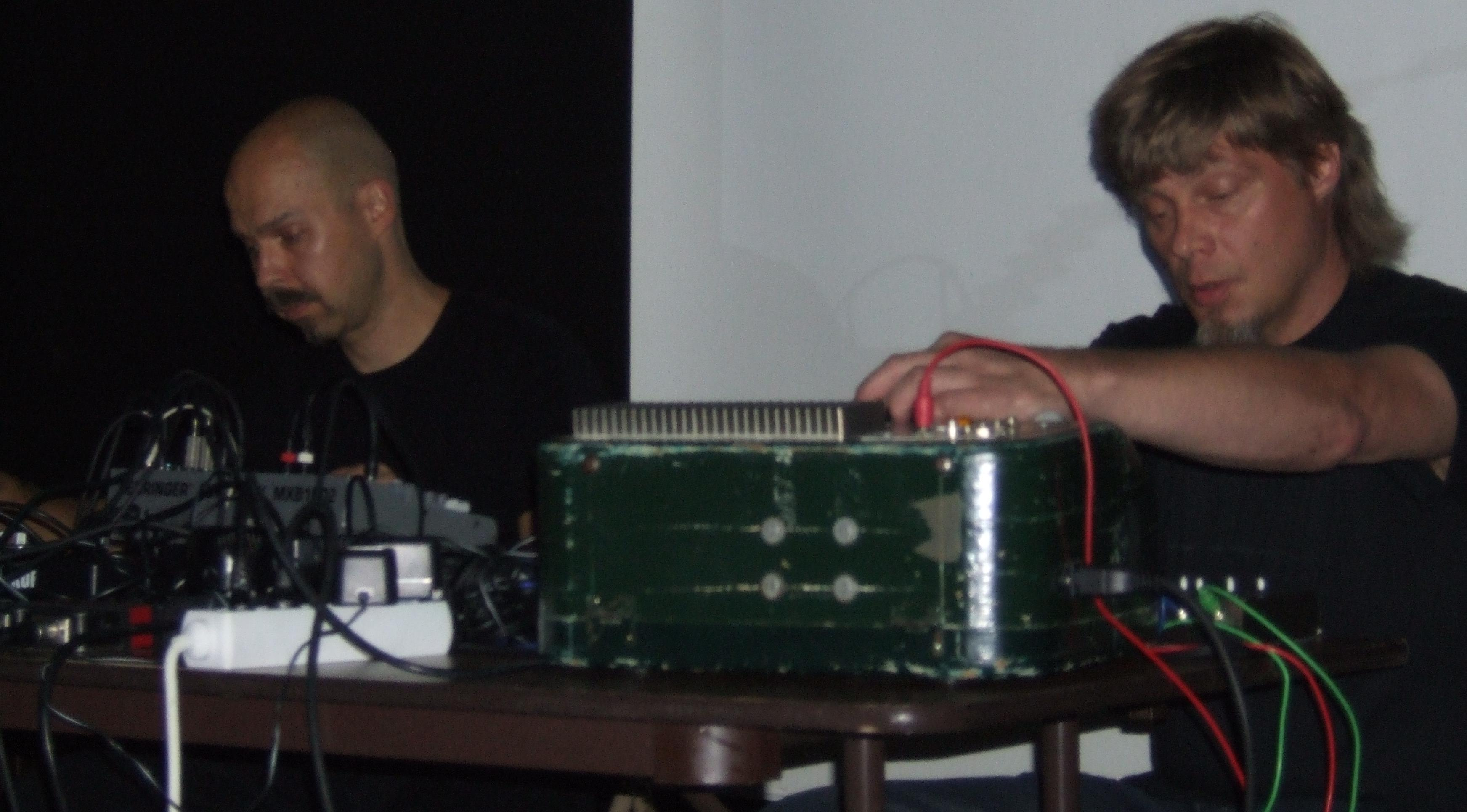
Väisänen (rechts) mit Mika Vainio bei einem Pan-Sonic-Auftritt 2006

Ilpo Väisänen (* 1963 in Kuopio) ist ein finnischer Musiker im Bereich der elektronischen Musik. Seine Werke sind vor allem den Genres Minimal Techno, Industrial Techno und Ambient zuzurechnen. Er veröffentlichte solo unter seinem bürgerlichen Namen und Pseudonymen wie I-LP-O In Dub, I-LP-ON, Liima und Piiri sowie gemeinsam mit Mika Vainio als Pan Sonic (früher Panasonic) und mit Dirk Dresselhaus als Angel.

## Lebenslauf
Väisänen ging Mitte der 1980er Jahre zum Kunst-Studium nach Turku. Er engagierte sich dort in verschiedenen Kunst- und Musikgruppen. Um das Jahr 1987 lernte er Mika Vainio bei einem DJ-Auftritt kennen. Beide gründeten im Sommer 1993 die Gruppe Panasonic, deren erste EP 1994 auf dem von Tommi Grönlund gegründeten Label Sähkö Recordings erschien. 1994 stieß Sami Salo zur Gruppe, der das Projekt bereits zwei Jahre später wieder verließ.
Im Jahr 1998 erschien unter dem Projektnamen Vainio / Väisänen / Vega als Kooperation mit Vainio und dem Suicide-Sänger Alan Vega das Album Endless. Ende 2001 veröffentlichte Väisänen beim kurzlebigen Raster-Noton-Sublabel Kangaroo als Liima zwei 10″-Singles. Die ursprünglich längerfristig angedachte Zusammenarbeit als Betreiber von Kangaroo kam jedoch nicht zustande. Gemeinsam mit Dirk Dresselhaus produzierte Väisänen seit dem Jahr 2002 mehrere Alben unter dem Projektnamen Angel, später umbenannt in Die Angel, mit einem Mix aus Industrial, Minimal und Noise-Musik.
Im Januar 2010 verkündeten Väisänen und Vainio, dass sie das Projekt Pan Sonic nach Erscheinen des Albums Gravitoni vorerst nicht mehr weiterverfolgen würden.
Das Architekturforum Oberösterreich präsentierte 2013 die aus der Zusammenarbeit mit Clemens Bauder entstandene Klanginstallation Sharp Sine Square Wire Chamber Trio im Rahmen der Ausstellung Architektur und Klang.
Seit dem Jahr 2015 erschienen diverse Solo-Alben als I-LP-O In Dub und I-LP-ON auf dem österreichischen Label Mego/Editions Mego. 2018 erschien dort das Album Äänet, eine Hommage an seinen ein Jahr zuvor verstorbenen Weggefährten und Freund Mika Vainio.

## Diskographie (Auswahl)
Alben
- 2001: Ilpo Väisänen – Asuma (Mego)
- 2005: John Duncan, Mika Vainio & Ilpo Väisänen – Nine Suggestions (Allquestions)
- 2015: I-LP-O In Dub – Communist Dub (Editions Mego)
- 2016: Ilpo Väisänen – Syntetisaattori Musiikkia Kuopiosta (Kvitnu)
- 2017: I-LP-O In Dub – Capital Dub Chapter 1 (Editions Mego)
- 2018: I-LP-ON – Äänet (Editions Mego)
- 2019: Ilpo Väisänen – Tietoisen Siirtymän Oletettu Toiseus (Eroto Tox Decodings)
- 2022: Ilpo Väisänen – Keskipäivän Hetken Sumea Vaillinaisuus (I Shall Sing Until My Land Is Free)
- 2024: Ilpo Väisänen, Carl Michael von Hausswolff – Hommage à Mika Vainio (CC Label)